# Juan Gabriel Celaya
Juan Gabriel Celaya (Arroyo Seco, Argentina, 14 de febrero de 1992) es un futbolista argentino. Su posición es la de defensor, y actualmente se encuentra en el Club Atlético Colegiales.

## Trayectoria
Se inició en Unión de Arroyo Seco a los 8 años desempeñándose en las inferiores hasta los 13. Pasó por Vélez Sarfield regresando un año después al Club “Panza” para brindar su juego teniendo 14 y 15 años en la Primera División de la Liga Regional del Sud. Luego pasaría a la Sexta División del Club Atlético Tigre. En 2012 fue cedido al Club Villa Dálmine. En 2016, logra llegar a la máxima categoría del Fútbol argentino de la mano del Quilmes Atlético Club. 
Luego de su paso por el Cervecero, Villa Dalmine, decide volver a cederlo a préstamo pero esta vez, su destino fue Club Atlético Arsenal de Sanandi donde sólo disputó 2 partidos. 
En 2017 vuelve a Villa Dalmine donde jugó como titular todo el torneo. La temporada 2018/2019, "Cachi" se transforma en jugador de Deportivo Morón, manteniéndose en la categoría Primera B Nacional, donde logró disputar 8 encuentros. 
En 2020 llega a Club Atlético Acassuso donde logra disputar 7 encuentros. Con una pandemia y luego una lesión que lo deja en un breve receso, "Cachi" vuelve a las canchas en Mendoza con Club Atlético San Martin disputando el torneo Regional. 
Desde enero de 2022, se encuentra defendiendo los colores de Club Atlético Colegiales (Munro).

## Clubes
| Club                   | País      | Año             | PJ | Goles |
| ---------------------- | --------- | --------------- | -- | ----- |
| Tigre                  | Argentina | 2012            | 0  | 0     |
| Villa Dálmine (Cedido) | Argentina | 2012-2015       | 94 | 4     |
| Quilmes                | Argentina | 2016            | 12 | 0     |
| Arsenal                | Argentina | 2016 - 2017     | 2  | 0     |
| Villa Dalmine          | Argentina | 2017 - 2018     | 23 | 0     |
| Deportivo Morón        | Argentina | 2018 - 2019     | 8  | 0     |
| Club Acassuso          | Argentina | 2019 - 2021     | 7  | 0     |
| San Martin de Mendoza  | Argentina | 2021            | 4  | 1     |
| Club Colegiales        | Argentina | 2022 - Presente | 24 | 2     |

## Palmarés

### Logros
| Ascenso         | Club          | Sede           | Año  |
| --------------- | ------------- | -------------- | ---- |
| Torneo Reducido | Villa Dálmine | Tristán Suárez | 2014 |